# 高山瓶尔小草
高山瓶尔小草（学名：Ophioglossum austro-asiaticum），又名钝头瓶尔小草，为瓶尔小草科瓶尔小草属下的一个种。其种加词“austro-asiaticum”意为“南亚的”。